# Liste des épisodes de Revenge

Cet article présente la liste des épisodes de la série télévisée américaine Revenge.

## Panorama des saisons
| Saison | Épisodes | Diffusion originale sur ABC | Diffusion originale sur ABC | Diffusion originale sur ABC | Diffusion originale sur ABC | Diffusion originale sur ABC |              |
| Saison | Épisodes | Début de saison             | Fin de saison               | Zone 1 (dont États-Unis)    | Zone 2 (dont France)        | Zone 4 (dont Australie)     |              |
| ------ | -------- | --------------------------- | --------------------------- | --------------------------- | --------------------------- | --------------------------- | ------------ |
| 1      | 22       | 21 septembre 2011           | 23 mai 2012                 | 21 août 2012                | 19 novembre 2012            | 3 octobre 2012              |              |
| 2      | 22       | 30 septembre 2012           | 12 mai 2013                 | 20 août 2013                | 27 août 2014                | 21 octobre 2013             |              |
| 3      | 22       | 29 septembre 2013           | 11 mai 2014                 | 26 août 2014                | 8 juillet 2015              | 20 octobre 2014             |              |
| 4      | 23       | 28 septembre 2014           | 10 mai 2015                 | 25 août 2015                | 12 novembre 2015            | indéterminée                | indéterminée |

## Liste des épisodes

### Première saison (2011-2012)
Note : les seconds titres sont ceux choisis par TF1 lors de la diffusion sur la chaîne.
1. Qui est Emily Thorne ? / Bienvenue dans les Hamptons (Pilot)
2. Confiance / Le Nerf de la Guerre (Trust)
3. Trahison / Au-Dessus des Lois (Betrayal)
4. Duplicité / Les Hamptons Mis à Nu (Duplicity)
5. Culpabilité / Charité mal Ordonnée (Guilt)
6. L'Homme de Tous les Dangers / L'Homme de l'Ombre (Intrigue)
7. Nos Deux Facettes / La Véritable Amanda Clarke (Charade)
8. Retour du Passé / Les Brumes du Passé (Treachery)
9. Soupçons / Duels entre Amis (Suspicion)
10. Loyauté / Diviser pour mieux Régner (Loyalty)
11. La Menace Tyler / Le Vrai Visage de Tyler (Duress)
12. À Livre Ouvert (Infamy)
13. La Proposition (Commitment)
14. Perception / La Boîte de Pandore (Perception)
15. Chaos / Le Grand Soir (Chaos)
16. Le Scandale / Scandale à la Une (Scandal)
17. Recherche Amanda Désespérément / L'ombre du doute (Doubt)
18. Le Procès / La Preuve de Trop (Justice)
19. Absolution / De Père en Fils (Absolution)
20. Héritage / Le Point de Départ (Legacy)
21. Le Deuil / Le Deuil de l'Innocence (Grief)
22. Le Jugement Dernier / La Vérité au Grand Jour (Reckoning)

### Deuxième saison (2012-2013)
Le 10 mai 2012, la série a été renouvelée pour une deuxième saison diffusée depuis le 30 septembre 2012.
1. Le Destin / Destins Croisés (Destiny)
2. Résurrection (Resurrection)
3. Petits Secrets en Famille / La Conférence de Presse (Confidence)
4. L'Echo du Souvenir / L'Insoutenable Vérité (Intuition)
5. Le Pardon / Retour Providentiel (Forgiveness)
6. Illusion / Seconde Noce (Illusion)
7. Acte de Pénitence / Toute la Vérité (Penance)
8. Un Lien Indéfectible / À l'origine (Lineage)
9. Révélations / Le Baptême (Revelations)
10. Les Dérives du Pouvoir (Power)
11. Sabotage (Sabotage)
12. Connivence (Collusion)
13. Union (Union)
14. Sacrifice (Sacrifice)
15. Adieu Amanda Clarke (Retribution)
16. En l'Honneur d'Amanda (Illumination)
17. Victoire (Victory)
18. La Nuit des Masques (Masquerade)
19. Démasqué (Identity)
20. L'Histoire se Répète (Engagement)
21. Le Black-Out - 1re partie (Truth - Part I)
22. Le Black-Out - 2e partie (Truth - Part II)

### Troisième saison (2013-2014)
Le 10 mai 2013, la série a été renouvelée pour une troisième saison et a été diffusée en deux parties : à l'automne à partir du 29 septembre 2013, puis reprend le 9 mars 2014.
1. La Peur (Fear)
2. Péchés / Pardonnez nos péchés (Sin)
3. Les Aveux / Les portes du paradis (Confession)
4. Miséricorde / Que ta volonté soit faite (Mercy)
5. Contrôle / Garder le contrôle (Control)
6. La Faille / Complications (Dissolution)
7. Résurgence / Les flammes du passé (Resurgence)
8. Secrets d'alcôve / Petits Secrets en Famille (Secrecy)
9. Derniers préparatifs / Reddition (Surrender)
10. Noces Funèbres / Pour le meilleur et le pire (Exodus)
11. Retour au Pays / Retour à la vie (Homecoming)
12. Nouvelle Donne (Endurance)
13. Haine  / Les blessures de Victoria (Hatred)
14. Les Démons de Victoria / Les fantômes du passé (Payback)
15. La Lutte  / Infini (Struggle)
16. Opéra Tragique / Une nuit à l'opéra (Disgrace)
17. Addiction / Faites vos jeux ! (Addiction)
18. Les Liens du Sang / Changer de camp (Blood)
19. Alliances / A la recherche de la vérité (Allegiance)
20. Révolution / Coup fatal (Revolution)
21. Quand la Vérité Eclate / Mesures extrêmes (Impetus)
22. Bain de Sang / L'issue du combat (Execution)

### Quatrième saison (2014-2015)
Le 8 mai 2014, la série a été renouvelée pour une quatrième saison de vingt-trois épisodes diffusée depuis le 28 septembre 2014.
1. Renaissance / Début des réjouissances (Renaissance)
2. À découvert (Disclosure)
3. Passé décomposé (Ashes)
4. Choc (Meteor)
5. Répercussions (Repercussions)
6. Dérapages (Damage)
7. Embuscade (Ambush)
8. Contact (Contact)
9. Infiltration (Intel)
10. Les fautes du père (Atonement)
11. Épitaphe (Epitaph)
12. Folie (Madness)
13. Enlèvement (Abduction)
14. La volonté d'une mère (Kindred)
15. Coup monté / Leurre (Bait)
16. Acharnement (Retaliation)
17. Le cycle infernal (Loss)
18. Clarification (Clarity)
19. Révélations choc (Exposure)
20. Le feu aux poudres (Burn)
21. Le piège ultime (Aftermath)
22. Mise en accusation (Plea)
23. Creuser deux tombes (Two Graves)